# Anemasova ječa
Anemasova ječa (turško: Anemas Zindanları) je velika bizantinska stavba, naslonjena na zahodno obzidje Konstantinopla, sedanjega Carigrada, Turčija. 
Stavbo običajno istovetijo z ječo, v kateri je bil prvi zapornik bizantinski general Mihael Anemas, vodja neuspelega upora proti cesarju Alekseju I. Komnenu (vladal 1081–1118). Ječa je postala še posebej znana v zadnjih stoletjih Bizantinskega cesarstva, ko so bili v njej zaprti kar štirje bizantinski cesarji.

## Opis
Stavba stoji v carigrajskem predmestju Blaherne med delom obzidja, ki ga je v 12. stoletju zgradil cesar Manuel I. Komnen (vladal 1143-1180) in starejšim obzidjem, ki sta ga zgradila cesarja Heraklij (vladal (610-641) in Leon V. Armenec (vladal 813-820). Zunanje obzidje je nenavadno visoko, saj meri kar 23 m in je debelo 11-20 m. Za zunanjim obrambnim zidom je stavba, ki ima tri nadstropja s po dvanajstimi celicami. Njeno zunanje pročelje tvorita dva pravokotna stolpa s skupnim vmesnim zidom. Stolpa sta podprta z  mogočnim skoraj 8 m visokim in 6,5-9 m debelim obokanim podzidjem.
Stolpa sta kljub temu, da stojita drug ob drugem, zelo različna in sta bila očitno zgrajena v različnih obdobjih. Južni stolp je nepravilno štirikotna dvonadstropna stavba. Zidava je zelo površna, vključno z nekaj nepopolno vzidanimi stebri. Podporni stebri so sezidani iz majhnih, slabo prilegajočih se kamnov. Notranja ureditev s prostornim zgornjim nadstropjem, velikimi okni in balkonom na zahodni strani kaže na to, da se je v stolpu prebivalo. Zelo verjetno gre za tako imenovani Stolp cesarja Izaka II. Angela (vladal 1185-1195 in 1203-1204), katerega je po pisanju Nikite Honiata zgradil Izak II. Angel kot trdnjavo in privatno rezidenco. Zgrajen je bil iz materialov iz porušenih cerkva.
Severni stolp, ki naj bi bil prava Anemasova ječa, je zgrajen zelo skrbno v značilnem bizantinskem slogu, v katerem se izmenjujejo sloji kamenja in opeke. Podzidje je zgrajeno iz velikih, pravilnih in dobro prilegajočih se kamnitih blokov. Trdnost obzidja in podzidja kaže na to, da je stavba tvorila najzahodnejši obrambni zid velikega terasastega hriba, pod katerim so kasneje zgradili palačo Blaherne.
Glavna zgradba ima trinajstih prečno obokananih podpornih zidov s tremi opečnatimi loki, ki tvorijo dvanajst prostorov, širokih 9-13 m. Vzdolžna zidova nista vzporedna, ampak se proti severu razmikata. Na notranji strani vzhodnega zidu sta drug nad drugim dva prehoda s strelnimi linami. Kletni prostori nimajo oken, zgornji prostori pa imajo v zahodni steni majhne odprtine. Glavna stavba in stolpa so povezani s spiralnim stopniščem.
Neskladna razporeditev oken, ki so jih delno zakrile kasnejše prezidave in druge kasnejše spremembe dokazujejo, da se je stavba gradila postopoma. Najstarejši je vzhodni zid, ki je obrnjen proti mestu in je bil enostaven obrambni zid z galerijami in linami za lokostrelce. Drugi deli zgradbe so bili dozidani kasneje, morda kot varovalni zid palačnega griča. Vloga bivalnih prostorov ni povsem jasna: lahko bi bili zaporniške celice, po katerih je stavba dobila ime, za kar ni prepričljivih dokazov. Prostori bi lahko bili skladišče ali, vsaj zgornji nadstropji, vojašnica.
Oba stolpa sta bila verjetno dozidana nazadnje, najprej južni in nato še severni. Imeni in čas njune graditve povzročata nekaj zmede: Anemasov (mlajši severni) stolp je omenjen že v prvih letih 12. stoletja, se pravi več kot 70 let pred zgraditvijo stolpa Izaka Angela, ki je v resnici starejši. Vzroke neskladnosti poskuša pojasniti več hipotez. Prva trdi, da je gre za zamenjavo, ki je v ustnem izročilu dokaj pogosta, druga, da gre za isto zgradbo z dvema imenoma in tretja, da je Anemasov stolp stal bolj severno in je bil eden od stolpov Heraklijevega obzidja. Vsaka od teorij ima kakšno pomanjkljivost, zato se za stolpa uporablja že utečeno poimenovanje.

## Slavni zaporniki
Po pisanju Ane Komnene je bil prvi zapornik Mihael Anemas, ki je dal stolpu in ječi svoje ime. Mihael je vodil neuspelo zaroto proti Aninemu očetu Alekseju I. Komnenu, po kateri so zarotnike obsodili na oslepitev in ječo. Njegove prošnje za milost so med ljudmi in pri Ani Komneni naletele na naklonjenost in Ana je skupaj s svojo materjo pri Alekseju I. dosegla, da ga niso oslepili, ampak za nekaj let zaprli v stolp.
Naslednji zapornik, ki je prišel v stolp celo pred Anemasom, je bil Gregorij Taratonit, vojvoda Haldije pri Trebizondu ob jugovzhodni obali Črnega morja. Taratonit je leta 1004 izkoristil odmaknjenost svoje vojvodine in se poskušal osamosvojiti. Po pisanju Ane Komnene je tudi v ječi ostal kljubovalen, zato je v njej preživel mnogo let, preden so ga pomilostili in izpustili.
Taratonitu je sledil odstavljeni cesar Andronik I. Komnen (vladal 1183-1185), ki je bil v ječi večer pred javno usmrtitvijo na konstantinopelskem hipodromu 12. septembra 1185. Naslednji znani zapornik je bil Ivan Bekk, kartofilaks (dokumentarist in arhivar) Hagije Sofije in bodoči konstantinopelski patriarh Ivan XI.. Zaprt je bil zaradi nasprotovanja cesarju Mihaelu VII. Paleologu (vladal 1259-1282), ki je nameraval ponovno združiti vzhodno pravoslavno in zahodno katoliško cerkev. Leta 1322 je bil v ječi Sirgijan Paleolog, ki je rovaril skupaj in proti cesarju Androniku II. Paleologu (vladal 1282-1328) in njegovemu vnuku in nasprotniku Androniku III. (vladal 1328-1341). Leta 1328 so ga osvobodili in mu vrnili prejšnji položaj.
Ječa je ponovno služila svojemu namenu v 1370-ih v dinastičnih sporih med Paleologi. Ivan V. Paleolog (vladal 1341-1376 in 1379-1391) je tja po spodletelem uporu zaprl svojega najstarejšega sina Andronika IV. (vladal 1376-1379). Androniku je uspelo pobegniti in nato s pomočjo Genovežanov in Osmanov priti na prestol. Med njegovim vladanjem sta bila v Ademasovi ječi zaprta bodoči cesar Manuel II. (vladal 1391-1425) in morejski despot Teodor I. Paleolog.